# 柏崎市
柏崎市（日语：／ Kashiwazaki shi */?）是日本新潟縣的一個城市，面向日本海，為新潟縣內人口第六多的城市，也是世界上所有拥有核電廠的城市中人口最多的。境內的柏崎刈羽核能發電廠為全球最大的核電廠。
2007年7月16日柏崎市外海发生里氏6.7级地震。

## 出身人物
- 小川麻琴（藝人，前早安少女組成員）
- 阪口大助（聲優）
- 田中角榮（前日本內閣總理大臣）
- 田中眞紀子（前日本外務大臣、前眾議院議員）
- 野島伸司（編劇）
- 朝美穗香（藝人、前AV女優）
- 八神浩樹（漫畫家）
- 矢島晶子（聲優）
- 星野飛鳥（前AV女優）

## 外部連結
- 柏崎市